# Pseudalypia
Pseudalypia là một chi bướm đêm thuộc họ Noctuidae.

## Các loài
- Pseudalypia crotchii H. Edwards, 1874
- Pseudalypia stuartii Schaus, 1889